# Клецов, Степан Михайлович
Степан Михайлович Клецов (20 декабря 1920 года, село Хохол-Тростянка, Острогожский уезд, Воронежская губерния — 21 сентября 1977 года, село Стрелица, Острогожский район, Воронежская область) — передовик сельскохозяйственного производства, председатель колхоза. Герой Социалистического Труда (1948).

## Биография
Родился 20 декабря 1920 года в крестьянской семье в селе Хохол-Тростянка Острогожского уезда Воронежской губернии. Начал свою трудовую деятельность в 1940 году. Работал рядовым колхозником. Был выбран председателем колхоза «Красный герой» Острогожского района. В 1956 году окончил Усманский сельскохозяйственный техникум.
В 1948 году был удостоен звания Героя Социалистического Труда за высокий урожай зерновых. Проработал в колхозе «Красный герой» до своей кончины в 1977 году.

## Награды
- Герой Социалистического Труда — указом Президиума Верховного Совета СССР от 7 мая 1948 года
- Орден Ленина